# Говард Гендрікс
Говард Вінсент Гендрікс (англ. Howard Vincent Hendrix; нар. 1959, Цинциннаті, Огайо) — американський учений і письменник-фантаст. Автор романів «Світлові шляхи», «Постійна хвиля», «Найкращі янголи», «Покинуті міста повного місяця», «Ключ від лабіринту», «Списи Бога». Ранні новели письменника збережені в електронній книзі «Шосе Мебіуса».

## Біографія

### Раннє життя
Говард Вінсент Гендрікс народився у 1959 році в місті Цинциннаті штату Огайо, США.
Закінчив у 1980 році Університет Ксав'єра зі ступенем бакалавра наук. Здобув ступінь магістра (1982) та доктора філософії (1987) з англійської літератури в Каліфорнійському університеті в Ріверсайді.

### Кар'єра
Своє перше оповідання «Зло/Ніч/Бачення» Гендрікс опублікував у 1983 році в мистецькому та літературному журналі «Мозаїка» Університету Ріверсайду. Відтоді він опублікував понад 30 оповідань і віршів, а також шість науково-фантастичних романів, починаючи зі «Світлові шляхи» у вересні 1997 року у видавництві Ace Books. Його останній роман — «Списи Бога» 2006 року, опублікований у видавництві Del Rey. Його вірш «Парасоля» отримав премію Dwarf Stars Award 2010 року від Асоціації поетів-фантастів.
Говард Гендрікс — професор англійської мови в Каліфорнійському державному університеті у Фресно.

### Художня література

#### Романи
- «Світлові шляхи» (англ. Lightpaths, 1997)
- «Постійна хвиля» (англ. Standing Wave, 1998)
- «Кращі янголи» (англ. Better Angels, 1999)
- «Покинуті міста повного місяця» (англ. Empty Cities of the Full Moon, 2001)
- «Ключ від лабіринту» (англ. The Labyrinth Key, 2004)
- «Списи Бога» (англ. Spears of God, 2006)

#### Ліричні твори
- «Зло/Ніч/Бачення» (англ. Bad/Night/Vision, 1983)
- «Високий, важкий шлях: Гірська молитва» (англ. The High, Hard Way: A Mountain Prayer)
- «Пісня для глухого лісоруба» (англ. Song for a Deaf Woodsman)
- «Злива в пустелі» (англ. Desert Rainstorm, осінь 1989)
- «Ґінкго» (англ. Gingko, листопад 1994)

#### Оповідання
- «Гріх Вітґенштейна» (англ. Wittgenstein's Sin, літо 1981)
- «Пісня про долар США» (англ. Song of the USD, 1984)
- «У диму» (англ. In the Smoke, березень 1986)
- «Растаман» (англ. The Rasta Man, весна 1987)
- «Урок перспективи» (англ. A Lesson in Perspective)
- «День комети» (англ. A Day of the Comet)
- «Аватари» (англ. Avatars)
- «Отвір на дорозі» (англ. Hole in the Road)
- «Доктор Дум диригує» (англ. Hole in the Road, вересень-жовтень 1987)
- «Хамелеон у дзеркалі» (англ. Chameleon on a Mirror, лютий 1988)
- «Останнє враження від Linda Vista» (англ. The Last Impression of Linda Vista, липень 1988)
- «Розваги в польоті» (англ. In-Flight Entertainment, серпень 1988)
- «Фермерська система» (англ. The Farm System, осінь 1988)
- «Сумнозвісний суддя округу Буллфроґ» (англ. The Notorious Sitting Judge of Bullfrog County, осінь-зима 1988)
- «Мистецтво пам'яті» (англ. The Art of Memory, червень 1989)
- «Голос дельфіна в повітрі» (англ. The Voice of the Dolphin in Air, літо-осінь 1990)
- «Тестування, тестування, 1, 2, 3» (англ. Testing, Testing, 1, 2, 3, липень 1990)
- «Незавершене небо» (англ. The Unfinished Sky, весна 1991)
- «Співаючи з гори до зірок» (англ. Singing the Mountain to the Stars, січень-лютий 1991)
- «Майже як повітря» (англ. Almost Like Air, вересень 1991)
- «Хамелеон на дзеркалі» (англ. Chameleon on a Mirror, січень 1992)
- «Споглядаючи Афродіту» (англ. Beholding Aphrodite, квітень 1992)
- «Стара добра традиція» (англ. A Fine Old Tradition)
- «У тіні мрії» (англ. At the Shadow of a Dream, весна 1993)
- «Ах! Яскраві крила!» (англ. Ah! Bright Wings, квітень 1993)
- «Томбе» (англ. Tombe, січень 1994)
- «Вертикальний плід горизонтального дерева» (англ. The Vertical Fruit of the Horizontal Tree, жовтень 1994)
- «Музика того, що відбувається» (англ. The Music of What Happens, 1995)
- «Якби ці стіни могли говорити» (англ. If These Walls Could Talk, 1996)
- «Розпечене блаженство» (англ. Incandescent Bliss, червень 2002)
- «Опинившись на природі» (англ. Once Out of Nature, 2004)
- «Небо, що самовідновлюється» (англ. The Self-Healing Sky, березень 2005)
- « В очікуванні громадянина Ґоделя» (англ. Waiting For Citizen Godel, листопад 2005)
- «Все добре на краю світу» (англ. All’s Well at World’s End, січень 2006)
- «Палімпсест» (англ. Palimpsest, вересень 2007)
- «Зав'язати дідівський вузол» (англ. Knot Your Grandfather’s Knot, березень 2008)
- «Полум'я гілок» (англ. Flame of Branches, червень 2009)
- «Пам'ятники вічномолодому інтелекту» (англ. Monuments of Unageing Intellect, червень 2009)

### Нехудожня література
- «To luf hem wel, and leve hem not: Забутий гумор антифемінізму Ґавейна.» (англ. 'To luf hem wel, and leve hem not': The Neglected Humor of Gawain's Anti-feminism., 1983)
- «Розумна невдача: Перлина розглядається як самопоглинаючий артефакт зловісного призначення» (англ. Reasonable Failure: Pearl Considered as a Self-Consuming Artifact of Gostly Porpose, 1985)
- «Річ прийдешніх форм: наукова фантастика як анатомія майбутнього» (англ. The Thing of Shapes to Come: Science Fiction as Anatomy of the Future, 1987)
- «Екстаз катастрофи: Дослідження апокаліптичної традиції від Ленґленда до Мільтона» (англ. The Ecstasy of Catastrophe: A Study of the Apocalyptic Tradition From Langland To Milton, липень 1990)
- «Ці його очі, що блукають: Як Ґюйон спостерігав за боротьбою голих дівчат» (англ. Those Wandring Eyes of His': Watching Guyon Watch the Naked Damsels Wrestling, 1992)
- «Подвійне безсмертя, без дітей: тонкий зв'язок між безпліддям і безсмертям у науковій фантастиці» (англ. Dual Immortality, No Kids: The Dink Link Between Birthlessness and Deathlessness in Science Fiction, 1996)
- «Як зробити „Пульмонстра“ безпечним для демографії: Журнал OMNI та джентрифікація наукової фантастики» (англ. Making the Pulpmonster Safe for Demography: OMNI Magazine and the Gentrification of Science Fiction, 1996)
- «Наступний крок дитини: Уберкіндер і тягар майбутнього» (англ. Baby's Next Step: Uberkinder and the Burden of the Future, 1999)

## Нагороди
- Лауреат премії Абрагама Л. Полонського, 1983, за «Зло/Ніч/Бачення»
- Перше місце «Письменників майбутнього третього кварталу», 1986, за «У диму»[4]
- Номінант на премію «Неб'юла» (кілька разів), 1986—1994
- Номінант на Меморіальну премію Теодора Стерджена, 1994, за «У тіні мрії»[5]
- Номінант на Пушкартівську премію, 1989, за «Мистецтво пам'яті»